# いち・にの三太郎〜赤坂月曜宵の口
『いち・にの三太郎〜赤坂月曜宵の口』（いち・にのさんたろう あかさかげつようよいのくち）は、TBSラジオで放送されていた生ワイド番組。2016年7月4日に放送開始。2017年3月27日に放送終了。

## 概要
永六輔がパーソナリティを務めてきた『土曜ワイドラジオTOKYO 永六輔その新世界』は2015年9月26日で終了。番組の体裁はそのままに、月曜夜に『六輔七転八倒九十分』を開始した。しかし、永が背中の痛みの治療と、その間に患った肺炎のため、2016年2月より番組を休むこととなり、6月27日を以って、永は番組を降板。『六輔七転八倒九十分』は終了した。
これに伴い、『永六輔その新世界』から『七転八倒九十分』に掛けて出演して来た、はぶ三太郎をメイン パーソナリティに据えた新番組を開始することが決まり、長峰由紀と外山惠理も引き続き、隔週交代で出演する。番組内容は前番組から継承するが、2015年12月の没後も続けられていた野坂昭如からの手紙のコーナーは終了し、永の放送音源を紹介するコーナー「六輔語録」となった。ラッキィ池田も不定期ではあるが、番組冒頭に電話出演をしている。
『七転八倒九十分』時代から放送中の電話、FAX、メールの宛先の紹介を行う。
番組2回目となる2016年7月11日の放送では、『七転八倒九十分』のパーソナリティを務めた永六輔が7月7日に逝去したことを受け、番組内容を大幅に変更。永の追悼特別企画を放送した。三太郎、外山、長峰とゲストのピーコが生前の永のラジオ音源を聴きながら、在りし日の永を偲んだ。永の次女で、元フジテレビ アナウンサーの永麻理も葬儀からそのまま駆けつけ、父との突然の別れを惜しんだ。同日の放送では、オープニングに永が作詞した坂本九の『上を向いて歩こう』を掛け、エンディングも、永が作詞した坂本九の『見上げてごらん夜の星を』が流れた。
また、2016年7月25日放送分では、7月12日に逝去し、7月20日に訃報が公表された大橋巨泉の追悼特集を放送し、『七転八倒九十分』の第1回（2015年9月28日放送）に巨泉がゲスト出演した際の音源が放送された。
しかし、2017年2月20日放送の冒頭で、3月いっぱいで放送を終了する事が発表され、前番組の『七転八倒九十分』同様、約9ヶ月で幕を閉じる事になり、3月27日が最終回となった。

## 放送時間
- 毎週月曜 18:00 - 19:30

## 出演

### パーソナリティ
- はぶ三太郎

### アシスタント
- 外山惠理（TBSアナウンサー、2016年7月 - 9月は長峰と週替わり出演）

### 外山アナの代理アシスタント
- 戸崎貴広（TBSアナウンサー）2016年10月17日、2017年1月23日、2017年3月6日
- 林正浩（元・TBSアナウンサー）2016年10月31日、2017年2月6日
- 初田啓介（TBSアナウンサー）2016年11月28日

過去の出演者
- 長峰由紀（TBSアナウンサー、2016年7月11日 - 9月19日）

### 準レギュラー
- ラッキィ池田

### 常連ゲスト
- ピーコ
- 北山修
- 松島トモ子
- 増田明美
- 若山弦蔵
- 三遊亭小円歌
- 小室等

## テーマ曲
- いい湯だな（オープニング・エンディング曲）
- 上を向いて歩こう（交通情報BGM）

いずれも、インストゥルメンタル。前パーソナリティの永六輔作詞の楽曲。

## コーナー
※大半のコーナーは「七転八倒九十分」から引き継ぎ、明解さんちゃん、音のペダルのBGMも「土曜ワイド」「七転八倒九十分」と同じ物を使用している。
- 千客万来 宵の口（18時台）
18時台のゲストコーナー。（18時台の人物がそのまま19時台に出演することもある。）
- 六輔語録
TBSラジオに現存する「土曜ワイド」時代の永の放送音源を紹介する。
- 明解さんちゃん（三省堂提供）
三太郎が日常の何気ない言葉の語源や意味、日本語の魅力と楽しさを解説する。
- 気まぐれレコード
三太郎自身が所有するレコードを自ら持参して、一曲フルコーラスで流す
- 宵の口交遊録（19時台）
19時台のゲストコーナー。

過去のコーナー
- 音のペダル（KEIRIN提供、2016年7月4日 - 9月26日）

## 前後番組
| TBSラジオ 月曜18:00 - 19:30 | TBSラジオ 月曜18:00 - 19:30      | TBSラジオ 月曜18:00 - 19:30 |
| 前番組                      | 番組名                           | 次番組                      |
| --------------------------- | -------------------------------- | --------------------------- |
| 六輔七転八倒九十分          | いち・にの三太郎〜赤坂月曜宵の口 | 都市型生活情報ラジオ 興味R  |